# Pavelló Príncipe Felipe
El Pabellón Príncipe Felipe és el principal pavelló Deportiu de Saragossa, amb una capacitat de 10.744 espectadors. Construït sobre una parcel·la de 27.300m², en l'Avinguda Cesáreo Alierta de Saragossa, va ser inaugurat el 17 d'abril de 1990. Des de l'estiu de 2007, dos són els equips d'elit saragossans que juguen com a locals en aquest recinte:
- El CAI Zaragoza, equip de bàsquet de la Lliga ACB.
- El CAJA 3 Balonmano Aragón, equip d'handbol que milita en la Lliga ASOBAL.

Fins a la temporada 2006-2007, compartíen la pista juntament, amb el Mann Filter de basket femení i el DKV Seguros Zaragoza de fútbol sala. Ambdós equips varen canviar-se al Pabellón Siglo XXI, la construcció del qual -juntament al recinte de la Expo- va finalitzar dies abans del començament de la temporada 2007-2008 en aquestes dues disciplines. L'interior del pavelló també alberga les oficines de la Conselleria d'Esports de l'Ajuntament de Saragossa.

## Esdeveniments importants
El Pavelló Príncipe Felipe ha sigut testimoni, al llarg de la seva història, de múltiples esdeveniments esportius de gran transcendència, entre els quals destaquen:

### En basquetbol
- Seu de la Final Four de l'Eurolliga de basquet en els anys 1990 i 1995.
- Seu de la fase final del Torneig Preolímpic de Barcelona de Basquetbol de l'any 1992.
- Seu de la fase final de la Copa del rei en els anys 1991 i 2005.
- Seu de la Supercopa d'Espanya de la Lliga Endesa en els anys 2008 i 2012.
- Seu de la fase final de la Copa de la Reina de basquetbol femení el 2003 i 2010.
- Seu de la Copa del Princep d'Astúries en el 2004 i 2008.
- Seu del Campionat d'Europa júnior de seleccions de l'any 2004.

### En handbol
- Sub-seu del Mundial d'handbol 2013.
- Seu de la Copa del Rei en els anys 2000 i 2008.
- Seu de la Copa ASOBAL en els anys 1999 i 2006.

### En futbol sala
- Seu de la Copa d'Espanya en els anys 1991, 1993 i 2006.

### En Gimnàstica rítmica
- Seu del Campionat d'Europa de Gimnàstica Rítmica l'any 2000.
- Seu de la primera Copa Vitry de Gimnàstica Rítmica individual en el 2003.[4]

### En tenis
- Seu de l'eliminatòria dels octaus de final de la Copa Davis en l'edició de l'any 2002 entre España i el Marroc.

### Altres esdeveniments d'importància
El Pavelló Príncipe Felipe es fa servir amb freqüència per a esdeveniments de tipus cultural, quasi tots en forma de concerts. Per aquestes instal·lacions han passat nombrosos artistes d'èxit, com Rod Stewart, Oasis, Maná, Mark Knopfler, Amaral, Joan Manuel Serrat i Joaquín Sabina (en la gira Dos pájaros de un tiro, que va començar en aquest pavelló), The Who, El canto del loco, ...
També ha estat escenari de grans espectacles, com l'òpera Aïda; espectacles per a nens, com per exemple Disney sobre gel. Competicions d'escacs, boxa, d'arts marcials, així com la competició anual de Trial Indoor.